# Jackson, Missouri
Jackson är administrativ huvudort i Cape Girardeau County i Missouri. Det första domstolshuset stod färdigt år 1818 och förstördes i en brand år 1870, medan det nuvarande är från år 1908.